# Alta Vista (Iowa)
Alta Vista è una città degli Stati Uniti, situata nella Contea di Chickasaw, nello Stato dell'Iowa.

## Geografia fisica
Alta Vista è situata a 43°11′57″N 92°24′57″W (43.199041 -92.415780). La città ha una superficie di 2,0 km², interamente coperti da terra. Le città limitrofe sono: Bassett, Colwell, Elma, Ionia, New Hampton e North Washington. Alta Vista è situata a 351 m s.l.m.

## Società

### Evoluzione demografica
Al censimento del 2000, Alta Vista contava 286 abitanti e 125 famiglie. La densità di popolazione era di 143 abitanti per chilometro quadrato. Le unità abitative erano 131, con una media di 65,5 per chilometro quadrato. La composizione razziale contava il 100,00% di bianchi.